# Галисийский диалект

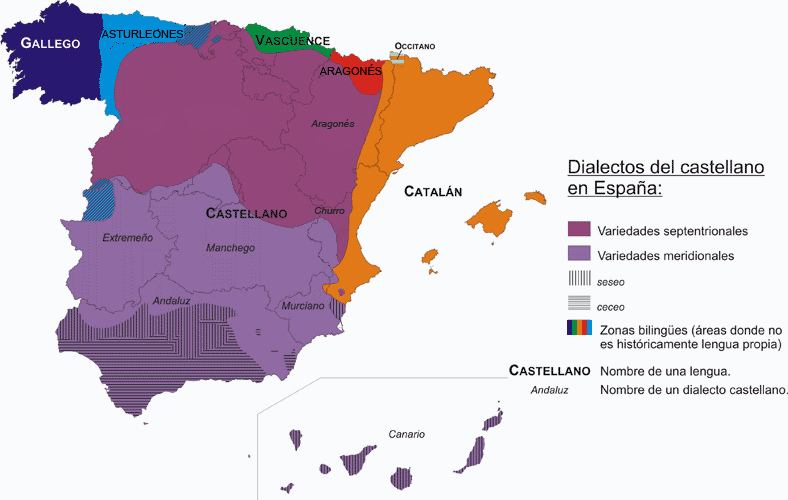

Диалект испанского языка в Галисии — языковой вариант испанского (кастильского) языка, испанский во взаимодействии с галисийским (Галисийский язык — вариант португальского языка, pазвился из средневекового галисийско-португальского языка), появившийся в результате взаимодействия кастильского и галисийского языков в районах Испании, где говорят на галисийском, в настоящее время используется испанская орфография с 1983 года, в основном в Галисии. Благодаря тому, что большинство населения этих районов является двуязычным, то есть говорит и на кастильском, и на галисийском языках, это влияние оказалось особенно сильным.
Особенности этого диалекта являются в основном особенностями галисийского, заимствуемыми говорящими на кастильском языке. Один из вариантов этого диалекта получил название кастрапо.

## Лингвистические особенности

### Фонетика

Территориальная эволюция языков Западной Европы

- Имеет характерную интонацию (мягкое произношение по сравнению с кастильским), считающуюся одной из самых значимых особенностей этого диалекта. Похожие интонации присутствуют в некоторых диалектах испанского языка в Америке, поэтому она может быть архаизмом.
- Тенденция к закрытию конечных гласных в слове, из-за чего звук [o] звучит почти как [u], а [e] как [i].
- Сокращение консонантных групп в некоторых словах кастильского языка: ato (acto), perfeto (perfecto), repunante (repugnante).
- Велярное произношение слога, оканчивающегося на -ón: camión [ka’mjoŋ], millón [mi'ʝoŋ].

### Грамматика
- Использование времени pretérito perfecto simple вместо pretérito perfecto compuesto из-за влияния галисийского языка, в котором последнее отсутствует: Hoy comí en casa de la abuela (Hoy he comido en casa de mi abuela).
- Смешивание двух языков в некоторых выражениях: Pecha la ventana («Cierra la ventana» на кастильском и «Pecha a ventá» на галисийском).
- Образование уменьшительных форм, как в галисийском языке, с помощью суффиксов -iño , -iña (или ino, ina в восточных вариантах диалекта).